# Chalupa na Rozcestí
Chalupa na Rozcestí je horská bouda v Krkonoších v katastru Pece pod Sněžkou. Od města se nachází asi 4 km na západoseverozápad. Bouda poskytuje restauraci a bufet i jiné služby pro turisty.

## Historie
Pozemek, na kterém dnes bouda stojí, si v roce 1934 pronajal Hugo Mitlöhner, který zde postavil dřevěnou boudu s názvem Buffet. Roku 1946 byli Mitlöhnerové odsunuti a v roce 1953 Buffet připadl socialistické Restaurace a jídelny jako středisko Klínových bud. Buffet 21. srpna 1979 vyhořel a to společně s téměř dokončenou novou chalupou. Na jaře 1980 začala výstavba nové chalupy, která na místě stojí stále v téměř nezměněné podobě. Otevřena byla v prosinci 1980.

## Dostupnost
Na jízdním kole přístup je možný po cyklotrase č. K1A ze Strážného.
Pěší přístup je možný po turistických trasách:
- po  červené ze Strážného.
- po  červené z Lesní boudy potažmo Janských Lázní.
- po  červené od Výrovky, potažmo Luční boudy.
- po  zelené ze Špindlerova Mlýna.
- po  zelené z Pece pod Sněžkou.

V zimě je Chalupa na Rozcestí dobře dostupná na běžkách, na kterých se sem dá dostat ze Strážného, Špindlerova Mlýna i Pece pod Sněžkou.